# سفارت کلمبیا در بوئنوس آیرس
سفارت کلمبیا در بوئنوس آیرس (به اسپانیایی: Embajada de Colombia en Argentina) یک سفارت در آرژانتین است که در بوئنوس آیرس واقع شده‌است.